# Garikoitz Uranga Luluaga
Garikoitz Uranga Luluaga (Tolosa, 21 de juny de 1980) és un futbolista basc més conegut com a Gari Uranga. Juga entre el migcamp i la davantera, tant per la banda esquerra com pel centre. Format al planter de la Reial Societat, ha desenvolupat la major part de la seva carrera al club de Donostia, incloent-hi quatre campanyes a Primera divisió. Entre l'estiu de 2008 i el 2010, però, jugà pel CE Castelló.